# La Banane (chanson)
La Banane est une chanson de Philippe Katerine issue de l'album Philippe Katerine sorti en 2010. 

## Paroles
La chanson est présentée comme une ode à la liberté et à la tranquillité : ne plus jamais travailler, ne plus aller au supermarché, ne plus jamais s'habiller, se promener sur la plage, manger sa banane...

## Clip
Le clip a été tourné sur la plage des Sables Blancs à Locquirec, en Bretagne. Prévenus par la presse locale, les quelque 500 figurants sont arrivés sur le tournage munis de leur propre banane.
Réalisé par Gaëtan Chataigner, le vidéo-clip a été récompensé comme Clip de l'année aux Victoires de la Musique 2011.